# Кирхгандерн
Кирхгандерн (нем. Kirchgandern) — община в Германии, в земле Тюрингия. 
Входит в состав района Айхсфельд. Подчиняется управлению Ханштайн-Рустеберг.  Население составляет 602 человека (на 31 декабря 2010 года). Занимает площадь 4,37 км².